# مانديلا (فلم 1987)
مانديلا (بالإنجليزية: Mandela)، هُو فيلم تلفزيوني وفيلم دراما صدر سنة 1987، وقد أخرجه فيليب سافيل وكتب نصه رونالد هارود. الفيلم من بطولة داني غلوفر بدور نيلسون مانديلا وألفري وودارد بدور ويني ماديكيزيلا مانديلا.

## وصلات خارجية
- مانديلا  في قاعدة بيانات الأفلام على الإنترنت (بالإنجليزية)